# Lac Palestine
Pour les articles homonymes, voir Palestine.
Le lac Palestine (en anglais : Palestine Lake) est situé dans les comtés de Henderson et Smith au nord-est du Texas aux États-Unis. Il se trouve à 5 miles de Tyler. Il s'agit d'un lac de barrage de 25,560 acres (103,4 km2). Créé sur la rivière Neches, la construction du barrage commence en 1960 et s'achève le 13 juin 1962. Un projet d'élargissement démarre en 1969 et est terminé le 3 mars 1972.